# Bułgarscy posłowie do Parlamentu Europejskiego 2024–2029
Bułgarscy posłowie X kadencji do Parlamentu Europejskiego zostali wybrani w wyborach przeprowadzonych 9 czerwca 2024, w których wyłoniono 17 deputowanych.

## Posłowie według list wyborczych
GERB-SDS
- Andrej Kowaczew (GERB)
- Ilija Łazarow (SDS)[1]
- Andrej Nowakow (GERB)
- Ewa Maydell (GERB)
- Emił Radew (GERB)

Ruch na rzecz Praw i Wolności
- Elena Jonczewa[2]
- Taner Kabiłow[3]
- Iłchan Kjuczjuk

PP-DB
- Radan Kynew (DSB)
- Nikoła Minczew (PP)
- Christo Petrow (PP)

Odrodzenie
- Rada Łajkowa
- Stanisław Stojanow
- Petyr Wołgin

Bułgarska Partia Socjalistyczna
- Cwetelina Penkowa
- Kristian Wigenin

Jest Taki Lud
- Iwajło Wyłczew